# 颱風圓規 (2010年)
颱風圓規（Typhoon Kompasu，國際編號：1007，JTWC編號：WP082010，臺灣稱康伯斯），是2010年太平洋颱風季第7個被命名的熱帶氣旋，也是南韓首爾15年以來最強的颱風。
「圓規」一名由日本提供，意指圓規星座。

## 發展歷史
早於8月26日，聯合颱風警報中心報告一個低壓區在雅蒲島以東約305公里的太平洋的楚克附近海面形成，並且在形成之初就有了熱帶氣旋的雛形，但由於受到當地較強的垂直風切變影響而一直未見有形成熱帶氣旋的跡象。8月27日，這個低壓區開始向西北方向移動，並橫過關島。在關島西北約370公里處，此低壓區已經進入了垂直風切變微弱的水面上，而其東緣雲帶發展成熱帶對流高層槽。就在同一天，日本氣象廳和JTWC將此低壓區升格為熱帶低氣壓，且JTWC報告說此低壓區已加強成為熱帶低氣壓。8月28日，熱帶低氣壓已轉移到菲律賓大氣地球物理和天文管理局的責任範圍，並隨後把它命名為熱帶風暴Glenda。而當天晚點時候，日本氣象廳報告稱Glenda已增強為熱帶風暴，並命名它為康伯斯。
8月29日午夜，美國聯合颱風警報中心為該熱帶低氣壓發出熱帶氣旋生成預警，但當時尚未為其定位為一熱帶氣旋；直至早上，聯合颱風警報中心直接為此熱帶低氣壓「越級」升格至熱帶風暴，當時圓規已有風眼的結構。後來JTWC和日本氣象廳評估颱風圓規的強度分別為165公里／小時（90節）和130公里／小時（70節）。8月30日，圓規掠過沖繩縣，JTWC和日本氣象廳皆報告說圓規的強度已經達到頂盛，並評估圓規的接近中心最高持續風速則分別為每小時195公里（105節）和每小時150公里（80節）。

## 影響

### 中国

#### 浙江省
当地发出最高热带气旋警告： 颱風橙色預警信號
- 2010年8月31日

北京時間中午12时40分，浙江省舟山市气象台发布台风橙色预警信号，估计8月31日下半夜起舟山沿海海面风力将逐渐增强到8－10级，9月1日早晨起将继续增强到10－12级，台风中心经过的附近海域风力在12级以上。舟山市宣布山区中小学校推迟开学一天，以确保师生安全。

#### 江蘇省
当地发出最高热带气旋警告： 颱風藍色預警信號
- 2010年8月31日

下午16时00分，江蘇省气象台发布台风蓝色预警信号，预计未来24小时内南通、盐城和连云港等地区沿海海面平均风力9-10级，阵风11级 。

#### 上海市
当地发出最高热带气旋警告： 颱風藍色預警信號
- 2010年8月31日

下午17时00分，上海市气象台发布台风蓝色预警信号，预计8月31日下半夜到9月1日将出现6-8级大风，长江口区及沿江沿海地区风力可达8到10级。
- 2010年9月1日

上海市政府为了在台风圆规影响上海期间保证中小学生的安全，决定全市各中小学、幼托园所在9月1日停课一天，而进入上海虹桥机场和浦东机场的航班也将做出调整，以維護旅客的安全。

#### 山東省
当地发出最高热带气旋警告： 颱風藍色預警信號
- 2010年8月31日

下午17时00分，山東省日照市气象台发布台风蓝色预警信号，预计9月1日下午到夜间，日照市近海风力逐渐增强到7级，阵风9级。

### 日本

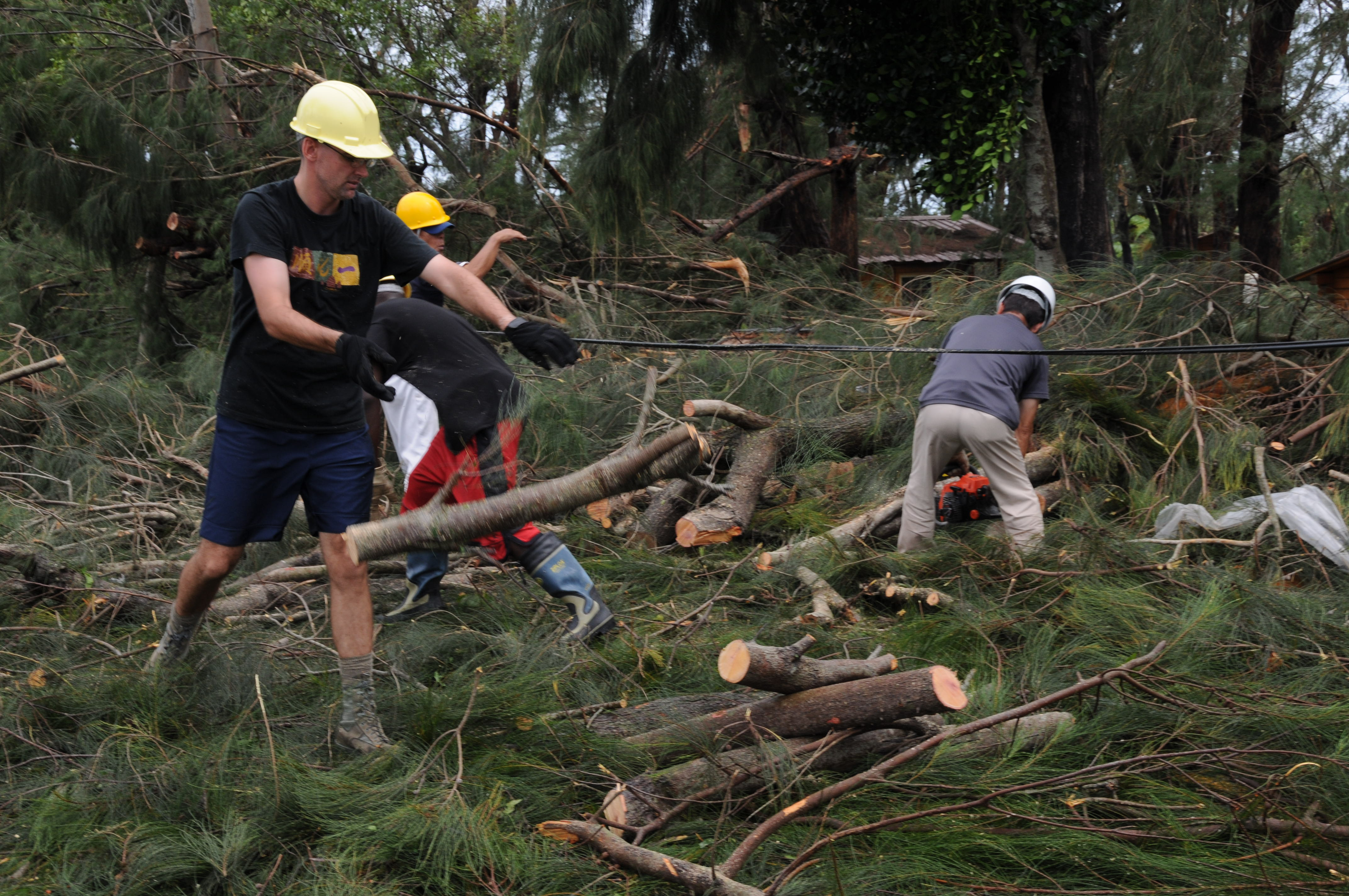
工作人員在颱風圓規過後清理碎片

8月27日，美國空軍在沖繩縣的空軍基地開始防範熱帶風暴08W。第二天早晨，熱帶氣旋警告確定在第三級。8月29日，氣象預測認為風暴將會加強，風力可能將會超過130公里/小時（81英里/每小時），TCCOR水平提高到二級。縣內所有軍事人員和居民皆被要求完成準備工作，並在颱風來襲時待在室內。8月30日在康伯斯颱風在頂盛時侵襲了琉球群島，尤其以接近暴風中心的沖繩縣地區最為嚴重，而最高警戒等級TCCOR一級E（緊急）也被發布。隨著颱風經過，沖繩縣的颱風也獲得解除。暴風圈之後通過朝鮮半島後進入日本海，隨後東移至日本津輕海峽時，轉化為溫帶氣旋。
康伯斯颱風經過沖繩縣所挾帶的強風暴雨，造成約32000萬戶住宅停電。在本部町所測得最高總雨量約126毫米，最高風速超過每小時一百五公里（93英里）。日本陸上自衛隊在岡山縣舉行例行演習時，不幸遇上雷擊，共有8人受傷，其中還有2人一度意識模糊，其他人則手腳和腰部感到麻痺，幸好送醫後並無大礙；美國空軍當地基地隊長Adam Vaccarezza則報告說基地有一混凝土塔因颱風而倒塌。雖然康伯斯颱風掠過沖繩時並沒有生命損失，但仍有5人受傷，有些房子屋頂也因為風暴而毀壞，那霸市街頭也嚴重淹水。此外康伯斯颱風導致航空公司取消432航班，影響約57126人。

### 

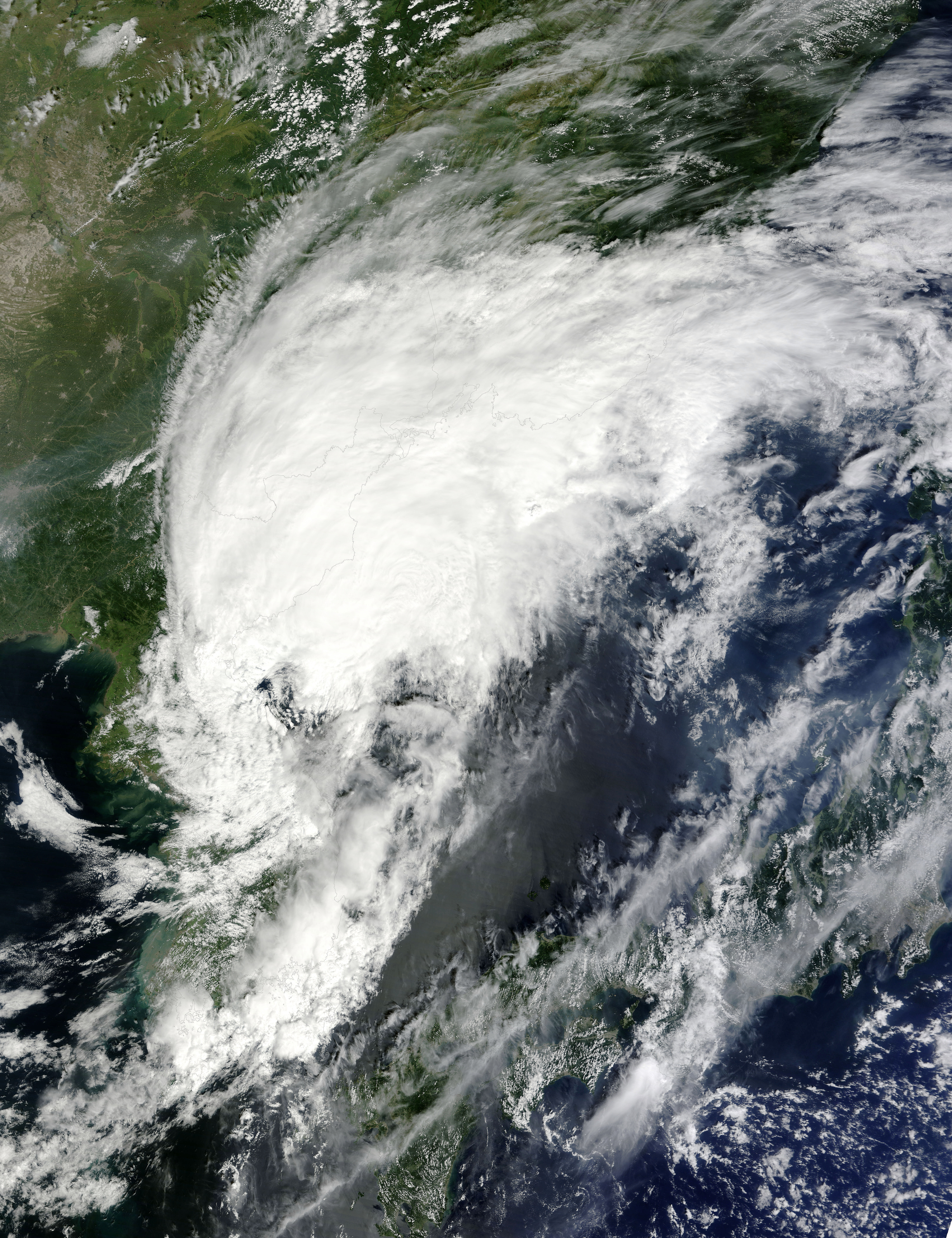
熱帶風暴圓規在9月2日橫過大韓民國

由於日本上空有副熱帶高壓脊發展，令颱風圓規初時一直向西北移動。但在東海至黃海一帶，圓規受西風槽影響轉為向東北移動。以日本氣象廳等級的強烈熱帶風暴（110千米每小時）或薩菲爾-辛普森颶風等級的一級颱風（150千米每小時）在大韓民國首都首爾鄰近的仁川廣域市江華郡登陸，為該地自1995年熱帶風暴珍妮斯以來首個直接吹襲首爾的熱帶氣旋，更是大韓民國自颱風鳴蟬7年以來吹襲大韓民國最強的颱風。
強風和暴雨導致約156萬戶住宅斷電，據大韓民國電力公司估計強風導致電力中斷造成約15.9億韓圓（約13.4萬美元）損失，並測得高達每小時188公里（117英里）強風，為大韓民國最高風速紀錄的第六名；在江華郡測得131.5毫米的最高降雨量記錄。首爾地鐵系統部分被損壞，於9月2日早上暫停服務。位於仁川廣域市的仁川文鶴競技場由於持續強風導致屋頂結構受破壞，致10億韓圓（830萬美元）損失。另據大韓民國官員報告指出，有4人死於風暴所引發的土石流。
8月30日，朝鮮媒體報道颱風警報。據朝鮮中央通訊社報道：8月30日到9月1日朝鮮開始受到明顯影響。平壤萬景臺區域和三石區域地區分別測得80毫米和65毫米雨量，而在江原道、咸鏡南道和黃海南道測得風速每秒10到18米；颱風造成數十人死亡和嚴重經濟損失，所造成的山體滑坡摧毀3300多棟住宅，8380戶居民失去家園和財產，居民只能居住在臨時安置處。同時有三萬公頃農田被淹，230多棟公共建築和生產設施、170多處公路和250米鐵路路基被完全沖毀，逾6.6萬米鐵路受泥石流影響。
由於是次颱風對鐵路破壞使各地代表未能全部到齊的關係，原定於9月7-8日舉行的朝鮮勞動黨第三次黨代表大會亦宣告延期，時間未定。

## 外部連結
- （简体中文）https://web.archive.org/web/20120928121548/http://www.nmc.gov.cn/ 中央气象台主页
- （英文）http://www.usno.navy.mil/JTWC （页面存档备份，存于） 聯合颱風警報中心首頁
- （日語）http://www.jma.go.jp/jma/index.html （页面存档备份，存于） 日本氣象廳首頁
- （繁體中文）http://www.cwb.gov.tw （页面存档备份，存于） 中央氣象局首頁
- （英文）http://www.pagasa.dost.gov.ph/ （页面存档备份，存于） 菲律賓大氣地球物理和天文管理局首頁
- （繁體中文）http://www.hko.gov.hk （页面存档备份，存于） 香港天文台首頁
- （繁體中文）http://www.smg.gov.mo （页面存档备份，存于） 澳門地球物理暨氣象局首頁